# My Three Suns
«My Three Suns» (укр. «Три моїх сонця») — сьома серія першого сезону анімаційного серіалу «Футурама», що вийшла в ефір у Північній Америці 4 травня 1999 року.
Автор сценарію: Дж. Стюарт Бернс.
Режисери: Джефрі Лінч і Кевін О'Браєн.

## Сюжет
Гермес погрожує позбавити Бендера зарплатні, оскільки той не має жодних обов'язків у «Міжпланетному експресі», крім сидіння на дивані й перегляду телепередач. Фрай і Ліла раптово виявляють, що Бендер постійно дивиться кулінарне шоу славетного нептунського гастронома Ельзара і таємно мріє стати кухарем. Не зважаючи на те, що роботи не мають відчуття смаку, Бендерові пропонують посаду корабельного кока. Разом із Фраєм і Лілою він вирушає у «Малий Нептун» (маргінальний квартал Нового Нью-Йорка) за екзотичними продуктами. Тим часом як Бендер вибирає нептунських слимаків, Фрай заводить розмову з нелегальним торговцем людськими органами і вирішує замінити свої легені на зябра. В момент, коли Фраю вже мають зробити небезпечну операцію (без жодної анестезії і антисептики), Ліла втручається і припиняє процедуру, згодом насваривши Фрая за безвідповідальність і необережність. Коли команда повертається до офісу, професор Фарнсворт повідомляє їм про черове завдання: доставити пакунок на планету Трисоль, загадковий світ у самісінькому серці Забороненої Зони Галактики Жаху. Під час польоту Бендер готує для друзів вечерю, яка складається майже з чистої солі.
Приземлившись на планеті, Фрай відправляється з пакунком крізь пустелю у світлі трьох сонць. Діставшись мети подорожі — великого палацу з тронною залою — він нікого в ньому не знаходить. Помітивши коло трону пляшку з блакитною рідиною, змучений спрагою Фрай хапає і осушує її. З'являються озброєні охоронці-трисоліанці (які є істотами, що складаються з рідини) і повідомляють Фраю, що той випив імператора планети Бонта. Замість покарання Фрая проголошують новим імператором.
Після того, як команда знаходить його, Фрай обирає Бендера своїм прем'єр-міністром. Верховний священик Мерґ повідомляє Фраю, що під час коронації він має прочитати на пам'ять текст імператорської присяги, й у випадку помилки на нього чекає смерть. Під час передкоронаційної вечірки Ліла викликає Фрая у бічний коридор і повідомляє про зроблене нею відкриття: жоден з імператорів Трисоля не правив довше тижня і був «випитий» своїм наступником. Фрай, розуміючи, що його неможливо «випити», відмахується від лілиних перестережень, і та повертається на корабель, пообіцявши собі більше не намагатися допомогти йому.
Під час коронації Фрай вправно декламує присягу (піддивляючись у написану на руці шпаргалку) і проголошується імператором «Фраєм Твердим». Коли сонця сідають, всі трисоліанці починають світитися, включно з імператором Бонтом, який перебуває всередині тіла Фрая, живий і здоровий. Бонт наказує розрізати Фрая і вичавити себе з нього.
Команда тікає від вартових і замикається в одній із кімнат палацу. Друзі пропонують різні способи вилучити імператора з організму Фрая (з потом, сечею, блювотою), але Бонт відмовляється від цих варіантів, вважаючи їх «нешляхетними». Зрештою всі погоджуються на пропозицію вивести Бонта назовні у вигляді сліз. Проте змусити Фрая заплакати ніяк не вдається. Бендер викликає на поміч Лілу. Пробиваючись крізь кордони трисоліанського війська, Ліла наближається до палацу. Бендер, який спостерігає за цим із вікна, навмисне каже Фраю, що Ліла загинула. Засмучений Фрай заходиться плачем, але ненадовго. Ліла вламується до кімнати й починає бити його, змушуючи плакати від болю. Інші також приєднуються. Зрештою, імператор Бонт звільняється із фраєвого тіла й собі залюбки бере участь у побитті.

## Пародії, алюзії, цікаві факти
- Назва серії пародіює назву комедійного серіалу 1960-х років «Три моїх сини» (англ. My Three Sons).
- У «Малому Непутні» друзі проходять повз «Head Shop» (букв. «крамницю голів»). Так на сленгу називають крамницю, де продають аксесуари для куріння марихуани (від англ. pothead — курець марихуани). У серіалі ж ця крамниця продає людські голови в банках.
- Цивілізація планети Трисоль (зокрема її придворний побут) нагадує Османську імперію.
- Одна з медалей, які вдягає обраний прем'єр-міністром Бендер, має на собі зображення Гомера Сімпсона.